# Uzaludna medicinska skrb
Uzaludna medicinska skrb jest nastavak pružanja zdravstvene skrbi ili liječenja kad ne postoji razumna nada u izlječenje ili dobrobit za pacijenta.
Primjer uzaludne medicinske skrbi jest kad kirurg operira pacijenta sa završnim stadijem malignoma, ili kad liječnik zadržava moždano mrtvog pacijenta na strojevima za održavanje života iz drugih razloga osim u svrhu doniranja organa za transplantaciju. To je osjetljivo područje koje često dovodi u konflikt liječnike i pacijente ili njihove srodnike koji očekuju da se učiniti sve što je moguće za njihove drage bez obzira na cijenu ili implikacije za druge pacijente.
Zagovornici medicine temeljene na dokazima u pojam uzaludne skrbi uvrštavaju još i korištenje bilo kojeg tretmana za kojega se ne može pokazati da pruža mjerljivu dobrobit. Gdje nema nade za poboljšanje onesposobljavajućeg stanja, nikakvo liječenje ne daje jamstva. Uzaludna medicinska skrb razlikuje se od eutanazije jer je eutanazija uključuje aktivnu intervenciju radi skončanja života, dok sustezanje od uzaludne medicinske skrbi ne potiče, niti ubrzava prirodnu pojavu smrti.
Razlika je od najveće važnosti za liječnike koji se pridržavaju tradicionalne Hipokratove zakletve, kojom su se zavjetovali da ni pod kojim uvjetima „neće propisati smrtonosni lijek niti dati savjet koji može izazvati pacijentovu smrt".
Moglo bi se reći da je nemoguće dati čvrstu definiciju uzaludne medicinske skrbi, jer ona ovisi o univerzalnom dogovoru o točki u kojoj više ne postoji nikakva dobrobit od intervencije, a različite uključene strane uvijek se mogu ne složiti o količini i vrsti dobrobiti o kojoj je riječ. 
Na primjer, bolesnik s malignomom može biti spreman primiti još kemoterapije vrlo skupim lijekovima za dobrobit od nekoliko tjedana života, dok medicinsko osoblje, osiguravajuće društvo, te bliski srodnici mogu zbog različitih razloga imati posve drukčiji stav. .
Istraživanje iz 2010. godine provedeno na više od 10.000 liječnika u SAD-u otkrilo je da su ispitanici podijeljeni o pitanju preporučivanja ili pružanja "terapije za održanje života kad su prosudili da je ona uzaludna", te je 23,6% ispitanika odgovorilo da bi to učinili,  37% odgovorilo je da ne bi, a 39,4% ispitanika odabralo je odgovor"ovisi". ".
1. ↑  Khatcheressian, J; Harrington, SB; et. Srpanj 2008. 'Futile Care': What to Do When Your Patient Insists on Chemotherapy That Likely Won’t Help. Oncology. 22 (8)
2. ↑  Doctors Struggle With Tougher-Than-Ever Dilemmas: Other Ethical Issues Author: Leslie Kane. 11/11/2010

## Vanjske poveznice
- Medical Futility Blog
- Thaddeus Mason Pope, Legal Briefing: Medically Futile and Non-Beneficial Treatment, 22(3) Journal of Clinical Ethics 274-296 (2011).
- Thaddeus Mason Pope, Medical Futility Statutes: No Safe Harbor to Unilaterally Refuse Life-Sustaining Treatment, 75 Tennessee Law Review 1-81 (2007).
- Thaddeus Pope & Ellen Waldman, Mediation at the End-of-Life: Getting Beyond the Limits of the Talking Cure, 22 Ohio State Journal on Dispute Resolution 143-194 (2007).
- Thaddeus Mason Pope, Reassessing the Judicial Treatment of Medical Futility Cases, 9 Marquette Elder's Advisor 229-268 (2008).
- Thaddeus Mason Pope, Legal Briefing: Medical Futility and Assisted Suicide, 20(3) Journal of Clinical Ethics 274-286 (2009).
- Thaddeus Mason Pope, Surrogate Selection: An Increasingly Viable, But Limited, Solution to Intractable Futility Disputes, 3 St. Louis University Journal of Health Law and Policy 183-252 (2010).